# Sidney W. Souers
L'amiral Sidney William Souers (30 mars 1892 - 14 janvier 1973)  fut le premier Director of Central Intelligence nommé par Harry S. Truman entre le 23 janvier et le 6 juin 1946. Il sera remplacé par le général Hoyt S. Vandenberg. En 1947, il est secrétaire exécutif du National Security Council. En 1950, Souers quitte la Marine et le service du gouvernement tout en restant conseiller du président en matière de sécurité. Les mémoires du président Truman nous éclairent sur la nature véritable du départ de Sidney Souers.
«  L’amiral Souers souhaitait retourner à la vie civile et je lui avais promis de le laisser libre de le faire dès que l’armée de terre, la Marine et le Département d’État se seraient mis d’accord pour lui trouver un remplaçant. Environ six mois plus tard, le général Hoyt Vandenberg fut unanimement recommandé et je le nommai directeur permanent. Je fus heureux cependant que l’amiral Souers accepte de rester consultant de Vandenberg ».
Le 18 septembre 1947, le Central Intelligence Group devenait la CIA dont la tâche essentielle était de compiler les différentes informations en provenance des différents services secrets militaires et civils afin d’en dresser une synthèse pour le compte du NSC.